# Ron Mael
 (août 2021).
Si vous disposez d'ouvrages ou d'articles de référence ou si vous connaissez des sites web de qualité traitant du thème abordé ici, merci de compléter l'article en donnant les références utiles à sa vérifiabilité et en les liant à la section « Notes et références ».
Ron Mael, né le 12 août 1945 à Culver City, Californie, est un claviériste et compositeur américain. Il est le fondateur du groupe Sparks avec son frère Russell.

## Biographie
Quand le groupe atteint l'apogée de sa popularité dans les années 1970, il était bien connu pour son apparence étrange, restant souvent immobile sur son clavier. Son allure démodée totalement décalée par rapport aux autres membres du groupe, avec ses vêtements sobres, des cheveux gominés, moustache en brosse à dents, ont beaucoup attiré l'attention.
Ron est un mélodiste inépuisable, unique et très élaboré, reconnu par tous les musiciens contemporains d'horizons divers, il reste encore aujourd'hui à la pointe de la création musicale dans des styles très variés allant de l'Opéra au Rock.

## Filmographie
- 2021 : The Sparks Brothers (documentaire) d'Edgar Wright : lui-même
- 2021 : Annette de Leos Carax : lui-même

## Distinction

### Récompense
- César 2022 : Meilleure musique originale pour Annette